# Ла-Барош
Ла-Барош (фр. La Baroche) — громада  в Швейцарії в кантоні Юра, округ Порантрюї.

## Географія
Громада розташована на відстані близько 60 км на північ від Берна, 15 км на північний захід від Делемона.
Ла-Барош має площу 31,1 км², з яких на 4,9% дозволяється будівництво (житлове та будівництво доріг), 49% використовуються в сільськогосподарських цілях, 45,6% зайнято лісами, 0,5% не є продуктивними (річки, льодовики або гори).

## Демографія
2019 року в громаді мешкало 1142 особи (-4% порівняно з 2010 роком), іноземців було 6%. Густота населення становила 37 осіб/км².
За віковим діапазоном населення розподілялося таким чином: 21,4% — особи молодші 20 років, 54% — особи у віці 20—64 років, 24,6% — особи у віці 65 років та старші. Було 497 помешкань (у середньому 2,3 особи в помешканні).
Із загальної кількості 396 працюючих 102 було зайнятих в первинному секторі, 67 — в обробній промисловості, 227 — в галузі послуг.